# Komin w Ździarach

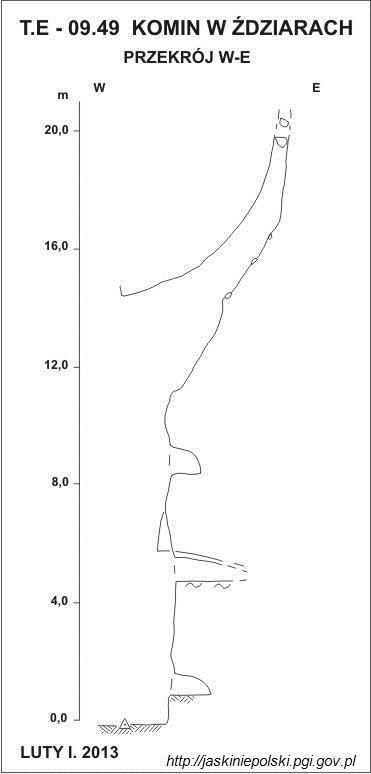
Przekrój jaskini

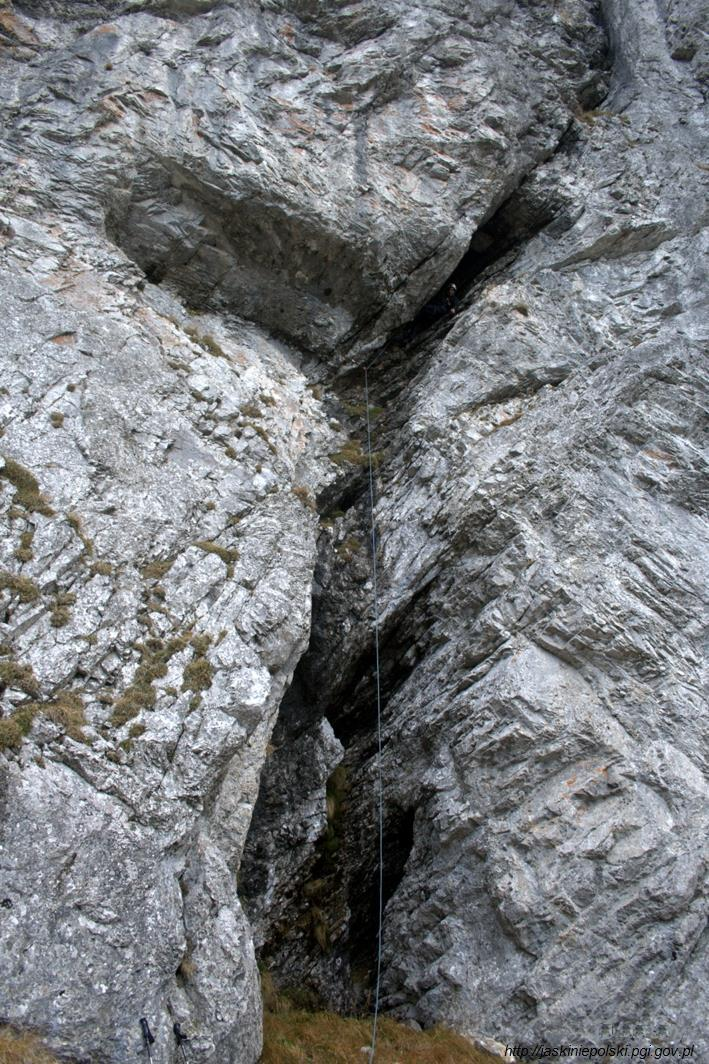
Otwór jaskini

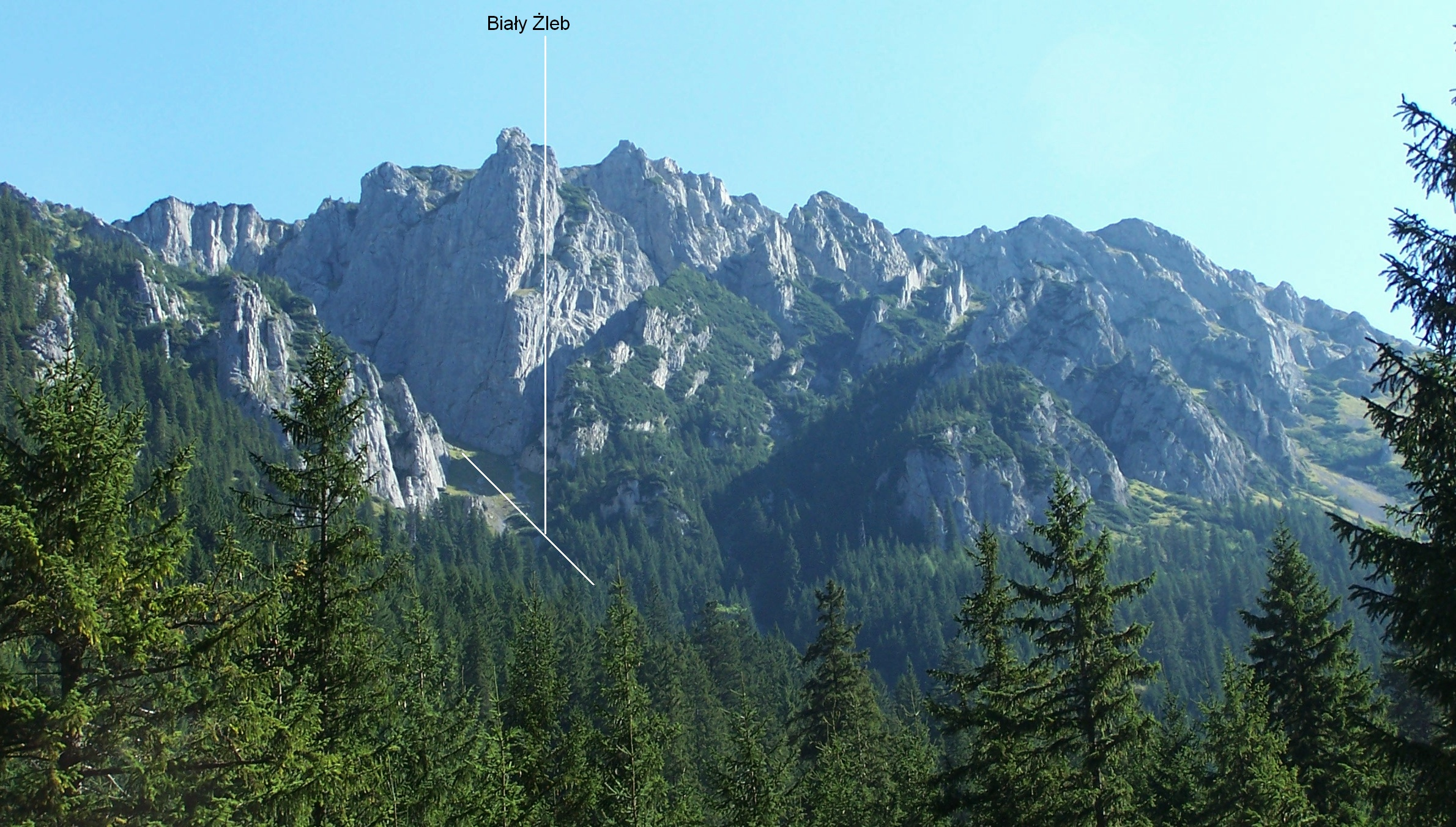
Biały Żleb. W jego górnej części Filar Zdziarów

Komin w Ździarach – jaskinia w Dolinie Kościeliskiej w Tatrach Zachodnich. Wejście do niej znajduje się w Zdziarach, w górnej części Białego Żlebu, w ścianie zwanej Filarem Zdziarów, na wysokości 1535 metrów n.p.m. Długość jaskini wynosi 27 metrów, a jej deniwelacja 19,5 metrów.

## Opis jaskini
Jaskinię stanowi pionowy komin osłonięty okapem, w dolnej części otwarty. Kończy się idącym stromo w górę szczelinowym korytarzykiem przechodzącym w wąski kominek zablokowany po 2,5-metrach głazami. W bok od komina odchodzą na różnych wysokościach trzy krótkie, poziome korytarzyki oraz niewielka nyża.

## Przyroda
W szczelinowym korytarzyku można spotkać małe stalaktyty i nacieki grzybkowe. Ściany są mokre, w górnej części rosną na nich mchy, glony i porosty.

## Historia odkryć
Jaskinia była znana od dawna. Jej pierwszy plan i opis sporządzili J. Nowak i M. Kubarek w 2010 roku.